# NUGA-CEL!
『NUGA-CEL!』（ヌガ・セル）は、アイディアファクトリーより2009年7月30日に発売されたPlayStation 2用ゲーム。2010年5月20日にはPlayStation Portable用として『もっとNUGA-CEL!』が発売された。
トーキョー23と呼ばれる23の地区に分けられた大陸を舞台に繰り広げられるシミュレーションRPG。

## ゲームシステム
ターン制で攻撃が当たるとHPが減り0になるとコスチュームが脱がされてしまう。コスチュームによってステータスが変化し、コスチュームは約50種類登場する。

## 登場人物

### ミナトエリア
零也
主人公（プレイヤー）。名前は変更可能。ミナトエリア「レッドランス」の代表。
ユウリ・マヤ
声 - 堀江由衣
主人公の幼馴染。
レアス・レイア
声 - 佐藤利奈

らびっと・ピヨ
声 - 戸松遥

セレナ・エイファス
声 - 後藤沙緒里

ムラサキ・シグレ
声 - 高橋美佳子

クレット
声 - 阿澄佳奈
「レッドランス」の参謀。可愛い白猫の様な姿をしている。

### 他のエリア
キャッツ・ルゥ
声 - 能登麻美子
シブヤ区「ホワイトテール」のマスター。
ミューテル・ルール
声 - 能登麻美子

リールレイ・フェレス
声 - 喜多村英梨
オオタ区「ブルーセイル」のマスター。
アングレット
声 - 名塚佳織

ウェルディー・アークテリアス
声 - 清水愛
シンジュク区「パープルメイス」のマスター。
パレット
声 - 下田麻美

ラミュウ・ベリアス
声 - 寺田はるひ
トシマ区「グリーンシーズ」のマスター。
流瀬 千代
声 - 橋本まい

### PSP版追加キャラクター
リオ・ブルーム
声 - 宮沢ゆあな
プルーム四姉妹の三女。
ロア・ブルーム
声 - 寺門仁美
プルーム四姉妹の四女。
レナ・ブルーム
声 - 上田朱音
プルーム四姉妹の次女。
ルカ・ブルーム
声 - 朝樹りさ
プルーム四姉妹の長女。
魔璃亜（まりあ）
声 - 澤宮菜穂

## 主題歌
- 「Sweet日和」PS2
- 「on the way」PSP

## スタッフ
- 原作・シナリオ - 長谷見沙貴
- キャラクターデザイン - KEI

## 限定版
- PS2版[1]
  - デジタル原画集（声優インタビュー入り）
  - 長谷見沙貴監修 プロローグノベル

## ラジオ
『ミナトタワー放送局』というタイトルで、アニメイトTVにて2008年？月から？月までに配信された。パーソナリティーは佐藤利奈、高橋美佳子、喜多村英梨、阿澄佳奈。